# Huldine Fock
Huldine Fock, född Beamish den 27 oktober 1859 i Ashbourne, Irland, död den 25 september 1931 i Lovö församling i Stockholms län, var en svensk friherrinna och framträdande figur inom tidig svensk spiritism. 
Huldine Fock var dotter till godsägaren, kapten Richard Pigott Beamish och Huldine Beamish, född Mosander. Hon gifte sig 15 september 1880  med friherre Carl Fock med vilken hon fick fem döttrar, bland andra Fanny von Wilamowitz-Moellendorff, Mary von Rosen och Carin Göring.
Tillsammans med sin mor grundade hon 1890 Edelweissförbundet, där hon blev ordförande efter modern och i denna funktion efterträddes av sin dotter Mary von Rosen.
Makarna Fock är begravda på Lovö kyrkogård.